# Saint-Nicolas-aux-Bois
 Saint-Nicolas-aux-Bois  là một xã ở tỉnh Aisne, vùng Hauts-de-France thuộc miền bắc nước Pháp. 

## Hành chính
| Danh sách các thị trưởng               |                  |                 |      |         |
| Giai đoạn                              | Giai đoạn        | Tên             | Đảng | Tư cách |
| tháng 3 năm 2001                       | tháng 3 năm 2008 | Claude Davroux  |      |         |
| tháng 3 năm 2008                       |                  | Laurent Gallois |      |         |
| Tất cả các dữ liệu trước đây không rõ. |                  |                 |      |         |

## Dân số
| 1793 | 1800 | 1806 | 1821 | 1831 | 1836 | 1841 | 1846 | 1851 |
| ---- | ---- | ---- | ---- | ---- | ---- | ---- | ---- | ---- |
| 206  | 244  | 240  | 274  | 743  | 264  | 255  | 230  | 225  |

| 1856 | 1861 | 1866 | 1872 | 1876 | 1881 | 1886 | 1891 | 1896 |
| ---- | ---- | ---- | ---- | ---- | ---- | ---- | ---- | ---- |
| 218  | 213  | 225  | 243  | 248  | 225  | 237  | 207  | 220  |

| 1901 | 1906 | 1911 | 1921 | 1926 | 1931 | 1936 | 1946 | 1954 |
| ---- | ---- | ---- | ---- | ---- | ---- | ---- | ---- | ---- |
| 192  | 209  | 197  | 119  | 132  | 118  | 116  | 86   | 88   |

| 1962                                         | 1968 | 1975 | 1982 | 1990 | 1999 | - | - | - |
| -------------------------------------------- | ---- | ---- | ---- | ---- | ---- | - | - | - |
| 87                                           | 109  | 93   | 107  | 111  | 93   | - | - | - |
| Số liệu kể từ 1962 : dân số không tính trùng |      |      |      |      |      |   |   |   |

Graphique d'évolution de la population 1794-1999